# Culicula infausta
Culicula infausta är en fjärilsart som beskrevs av Felder 1873. Culicula infausta ingår i släktet Culicula och familjen nattflyn. Inga underarter finns listade i Catalogue of Life.